# Grabie (Siemianowice Śląskie)
Grabie – dawna kolonia robotnicza dla pracowników huty Laura (obecnie Jedność) na terenie Siemianowic Śląskich, która ciągnęła się wzdłuż dzisiejszej ulicy Hutniczej, a także w rejonie ulic: Szkolnej, M. Kasprzaka, Jedności i Trafalczyka, na obszarze dzielnicy Centrum.
Pierwotnie obszar kolonii Grabie należał do rodu Rheinbabenów. Na początku XIX wieku (lub wcześniej) znajdowały się na obszarze przyszłej kolonii trzy drewniane chaty, w których mieszkali górnicy kopalni Fanny. Obszar pod kolonię został kupiony od dziedziców michałkowickich  przez Hugo I Henckla von Donnersmarcka w 1838 roku. Domy te wówczas przeniesiono bliżej kopalni. Sama zaś kolonia powstała ona w latach 1838–1840 w miejscu wyciętego pod jej budowę lasu grabowego (stąd też pochodzi nazwa kolonii).

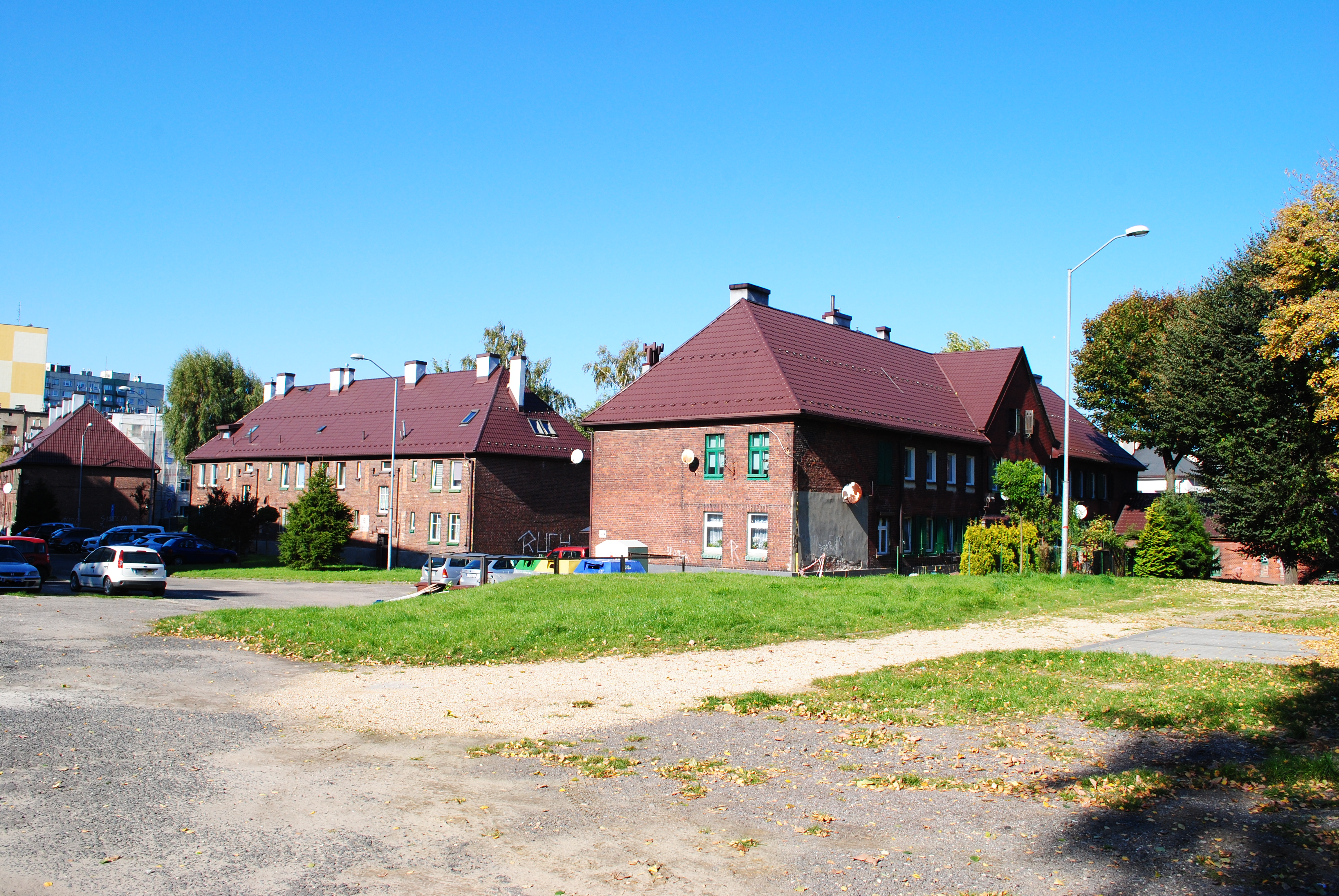
Fragment zabytkowego osiedla powstałego przy ulicy Trafalczyka w latach 1918–1920 w rejonie dawnej kolonii Grabie

Była to najstarsza laurahucka kolonia robotnicza, powstała dla robotników huty Laura. Składała się ona z długiego szeregu niewielkich domów krytych szerokimi, naczółkowymi dachami. Przy każdym domu znajdował się ogródek, w których były komórki gospodarcze. Szereg tych domów znajdował się wzdłuż północno-wschodniej pierzei obecnej ulicy Hutniczej.
Z czasem rejon kolonii został rozbudowywany poprzez wytyczenie nowych ulic i ich zabudowę. Na początku XX wieku po drugiej stronie obecnej ulicy Hutniczej powstały mieszczańskie kamienice, a w latach 1918–1920 przy ulicy Trafalczyka zespół dziewięciu domów dla pracowników huty Laura (zob. kolonia robotnicza przy ul. Trafalczyka). Domy te miały wyższy standard od wcześniej powstałej zabudowy. Za centralnie położonym, trójskrzydłowym budynkiem znajdował się gazon, od którego początek brała aleja biegnąca pomiędzy budynkami. Zabudowa ta przetrwała w dużej mierze do dziś. Decyzją z dnia 27 stycznia 2022 roku została wpisana do rejestru zabytków (nr rej. A/933/2022). Wpis do rejestru miał zablokować zewnętrzne ocieplenie budynków styropianem, proponowane przez wspólnotę mieszkaniową, mimo wcześniejszego braku zgody na takie działanie ze strony miejskiego konserwatora zabytków oraz niedopuszczalność takiego ocieplenia, zakazanego w obowiązującym miejscowym planie zagospodarowania przestrzennego. Od decyzji wniesiono odwołanie do Ministra Kultury i Dziedzictwa Narodowego, który uchylił rozstrzygnięcie i przekazał sprawę do ponownego rozpatrzenia.
W latach 50. XX wieku w rejonie najdawniejszej zabudowy kolonii znajdowały się już trzy nowsze kamienice, powstałe w miejscu kilku domów kolonii. Wszystkie domy tej kolonii zostały całkowicie wyburzone po II wojnie światowej wraz z budową nowego odcinka ulicy Katowickiej i pętli tramwajowej.